# 畢卡索的非洲時期

《亚维农的少女》。最右边的两个人像是毕加索非洲时期早期的作品。

畢卡索的非洲時期，是毕卡索在1907年至1909年画风受非洲雕塑的影响时的作品。这个位于蓝色和玫瑰之后的时期又被称为黑人时期或者黑色时期。

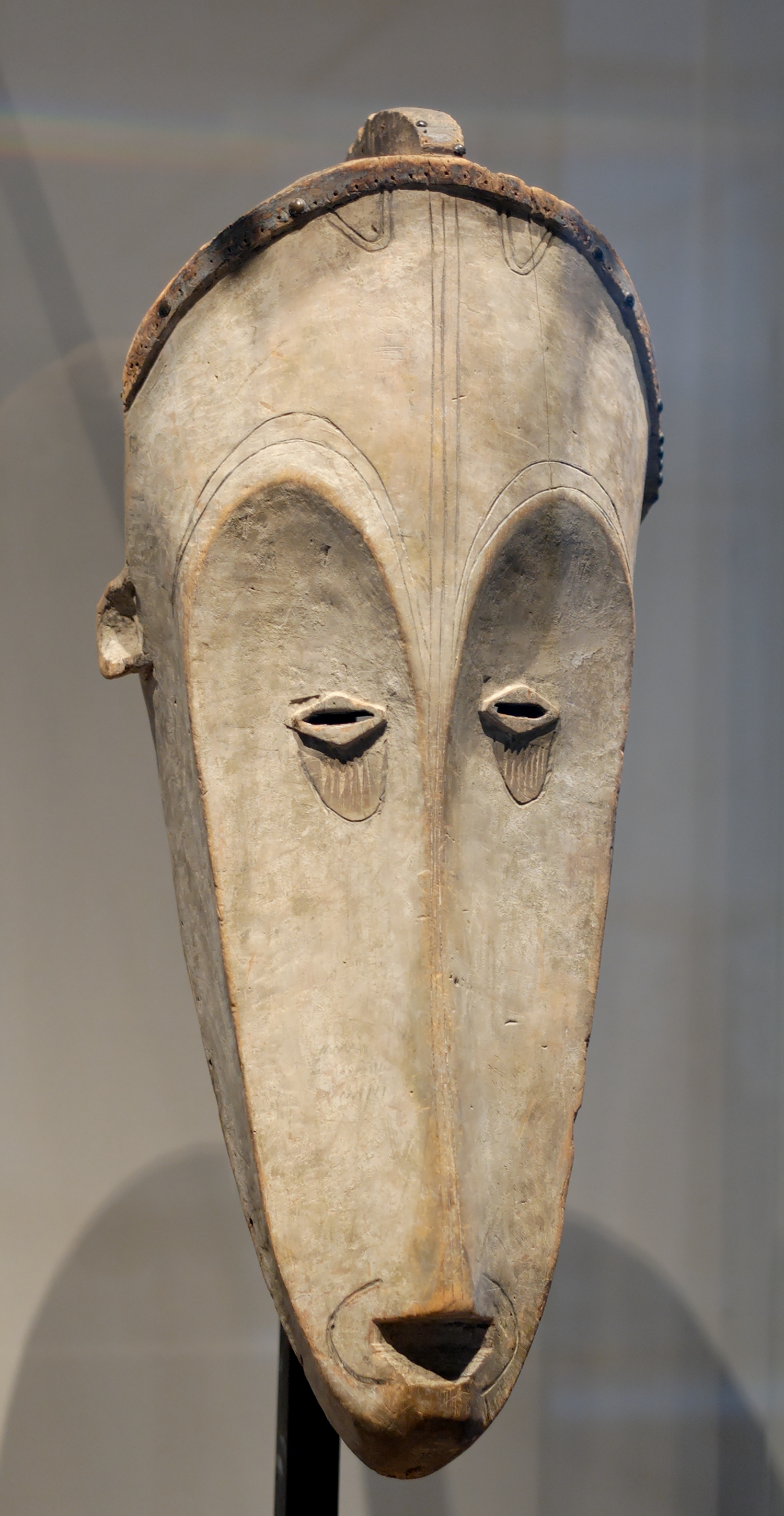
这个19世纪的雕塑风格与毕加索在巴黎刚开始创作《亚维农的少女》（Les Demoiselles d'Avignon）时类似。

画完《亚维农的少女》后，毕卡索因受这幅画最右边的两个人像的影响而开始使用人像的画风进行创作，这是种基于非洲艺术的画风，尽管这幅画被看做是他转向立体主义之前的第一件立体主义作品。他花了好几年研究非洲艺术，在这段时间里，法兰西帝国正在非洲扩张，并不断地从非洲带回一些艺术品，除了陈列于民族學博物馆中，也可能在販賣殖民地偶像崇拜品的舊貨鋪找到。新闻界充斥夸大的吃人肉和有关非洲达荷美共和国的故事。此外，约瑟夫·康纳得得畅销书《黑暗之心》（Heart of Darkness）还提到了比利时刚果对非洲人的虐待。很自然的，在这种非洲风的影响下，毕卡索开始在非洲艺术品中寻找灵感。1904年至1905年間，法國殖民地的醜聞被搬上頭條新聞，二位殖民官員涉及獨裁死刑和謀殺。此事引起軒然大波，反殖民情緒蔓延，也加深藝術家們對非洲藝術的興趣。
畢卡索经历了非洲時期后，迎来的他的立体主义时期。
1. ↑   （页面存档备份，存于）